# Giglia Tedesco
Gigliola Tedesco, detta Giglia (Roma, 22 gennaio 1926 – Roma, 9 novembre 2007), è stata una politica italiana, storica dirigente del Partito Comunista Italiano.

## Biografia
Nasce a Roma il 22 gennaio 1926, in una famiglia di formazione liberale e antifascista, originaria per parte materna dall’Abruzzo e per quella paterna appartenente ad un'illustre famiglia di Andretta (provincia di Avellino): il nonno Francesco era un funzionario statale, più volte nominato ministro da Giovanni Giolitti; il padre Ettore Tedesco fu un deputato liberale, che scelse l'Aventino, prima dell'avvento del fascismo.
Frequentò il Liceo classico Torquato Tasso di Roma e poi la facoltà di Giurisprudenza, da cui però si ritirò a un esame dalla laurea. Nel dopoguerra fu una studentessa impiegata al ministero del Tesoro, dove era stata trasferita perché Amintore Fanfani, allora ministro del lavoro, non gradiva la sua presenza nel suo dicastero, che svolgeva, al contempo, attività politica prima nel Partito della Sinistra Cristiana, fino al loro scioglimento nel dicembre 1945.
Cattolica comunista, entrò nell'Unione Donne Italiane nel 1945. Dal 1959 al 1973 fece parte della presidenza nazionale.
Si iscrisse al Partito Comunista Italiano (PCI) nel 1946, dove nel 1960 entrò a far parte del Comitato centrale del partito, nel 1984 nella Direzione nazionale e nel 1989 divenne presidente della Commissione di Garanzia.
Fu eletta senatrice nel 1968, venendo confermata nelle legislature successive sino al 1992, ricoprendo l'incarico di vicepresidente del Senato nella IX Legislatura (dal 1983 al 1987). Fece parte della Commissione Giustizia e della Commissione per la riforma del diritto di famiglia. Fu relatrice della legge sull'aborto.
In seguito al scioglimento del PCI con la svolta della Bolognina di Achille Occhetto nel 1991, aderì alla nascita del post-comunista Partito Democratico della Sinistra (PDS), venendo quindi eletta nel 1993 presidente del Partito; rimase in carica sino al scioglimento del partito,  mantenendo la stessa carica anche nella sua confluenza e nascita dei Democratici di Sinistra sino al 6 novembre 1998.
Morì a Roma il 9 novembre 2007, all'età di 81 anni.

## Vita privata
È stata sposata dal 1960 con Antonio Tatò, già padre di quattro figli, capo dell'Ufficio stampa del PCI e del suo segretario generale Enrico Berlinguer.

## Omaggi
- La Scuola di Alta Formazione con sede a Narni presso l'Istituto Sant'Anna, promossa dall'Istituto Italiano per gli Studi Filosofici di Napoli, è intitolata alla memoria di Giglia Tedesco, madrina di questa idea progettuale.

## Onorificenze e Riconoscimenti
- Cittadina onoraria del Comune di Andretta nel 1983.[8]